# Domaine de Mikkaichi
Le domaine de Mikkaichi (三日市藩, Mikkaichi-han) est un fief féodal japonais de l'époque d'Edo situé dans la province d'Echigo (actuelle préfecture de Niigata). Il était dirigé à partir du jin'ya de Mikkaichi dans l'actuelle ville de Shibata. Le collège Nanaha de Shibata occupe aujourd'hui le site.

## Histoire
En 1724, le fils aîné de Yanagisawa Yoshiyasu est transféré du domaine de Kōfu au domaine de Yamato-Koriyama. Une terre de 10 000 koku devient alors vacante et Yoshiyasu s'arrange pour qu'elle soit offerte à son cinquième fils, Yanagisawa Tokichika. Cela marque la création du domaine de Mikkaichi. Tochichika redonne le domaine à son frère au bout de trois mois et bien que le clan Yanagisawa en reste le maître jusqu'à la restauration de Meiji de 1868, il préfère résider à Edo et vivre de la rente des recettes de seigneurs absents. Ainsi, les finances du domaine sont perpétuellement en banqueroute et une tentative de réforme pour remédier à la situation échoue en 1843.
Durant la période du Bakumatsu, le domaine est incapable de répondre à l'ordre d'envoyer des troupes pour défendre les côtes et sa résidence d'Edo est détruite lors du séisme d'Edo de 1855. Le dernier daimyō de Mikkaichi, Yanagisawa Noritada, est le seul à réellement visiter le domaine mais ne fait que remettre ses troupes au domaine de Shibata voisin durant la guerre de Boshin.
En juillet 1871, le domaine de Mikkaichi devient brièvement la préfecture de Mikkaichi qui est absorbée dans la nouvelle préfecture de Niigata. Sous le nouveau gouvernement de Meiji, Yanagisawa Noritada reçoit le titre de vicomte (shishaku) selon le système nobiliaire kazoku,.

## Possessions à la fin de l'époque d'Edo
Comme la plupart des domaines japonais, Mikkaichi est composé de plusieurs territoires discontinus dont la valeur kokudaka est fondée sur une estimation périodique du potentiel agricole,.
- Province d'Echigo
  - 49 villages dans le district de Kanbara

## Liste des daimyōs
| #                                      | Nom                             | Règne     | Titre de courtoisie       | Rang de cour            | Kokudaka    | Notes |
| -------------------------------------- | ------------------------------- | --------- | ------------------------- | ----------------------- | ----------- | ----- |
| Clan Yanagisawa clan (fudai) 1724-1868 |                                 |           |                           |                         |             |       |
| 1                                      | Yanagisawa Tokichika (柳沢時睦) | 1724-1724 | Shikibu-no-sho (式部少輔) | 5e inférieur (従五位下) | 10 000 koku |       |
| 2                                      | Yanagisawa Yasutsune (柳沢保経) | 1724-1760 | Danjo-shohitsu (弾正少弼) | 5e inférieur (従五位下) | 10 000 koku |       |
| 3                                      | Yanagisawa Nobuaki (柳沢信著)   | 1760-1782 | Shikibu-no-sho (式部少輔  | 5e inférieur (従五位下) | 10 000 koku |       |
| 4                                      | Yanagisawa Satoyuki (柳沢里之)  | 1782-1804 | Shinano-no-kami (信濃守)  | 5e inférieur (従五位下) | 10 000 koku |       |
| 5                                      | Yanagisawa Satoyo (柳沢里世)    | 1804-1826 | Shinano-no-kami (信濃守)  | 5e inférieur (従五位下) | 10 000 koku |       |
| 6                                      | Yanagisawa Satoaki (柳沢里顕)   | 1826-1842 | Danjo-shohitsu (弾正少弼) | 5e inférieur (従五位下) | 10 000 koku |       |
| 7                                      | Yanagisawa Yasutaka (柳沢泰孝)  | 1842-1856 | Danjo-shohitsu (弾正少弼) | 5e inférieur (従五位下) | 10 000 koku |       |
| 8                                      | Yanagisawa Noritada (柳沢徳忠)  | 1856-1868 | Shinano-no-kami (信濃守)  | 5e inférieur (従五位下) | 10 000 koku |       |